# Nguyên lý đột sinh

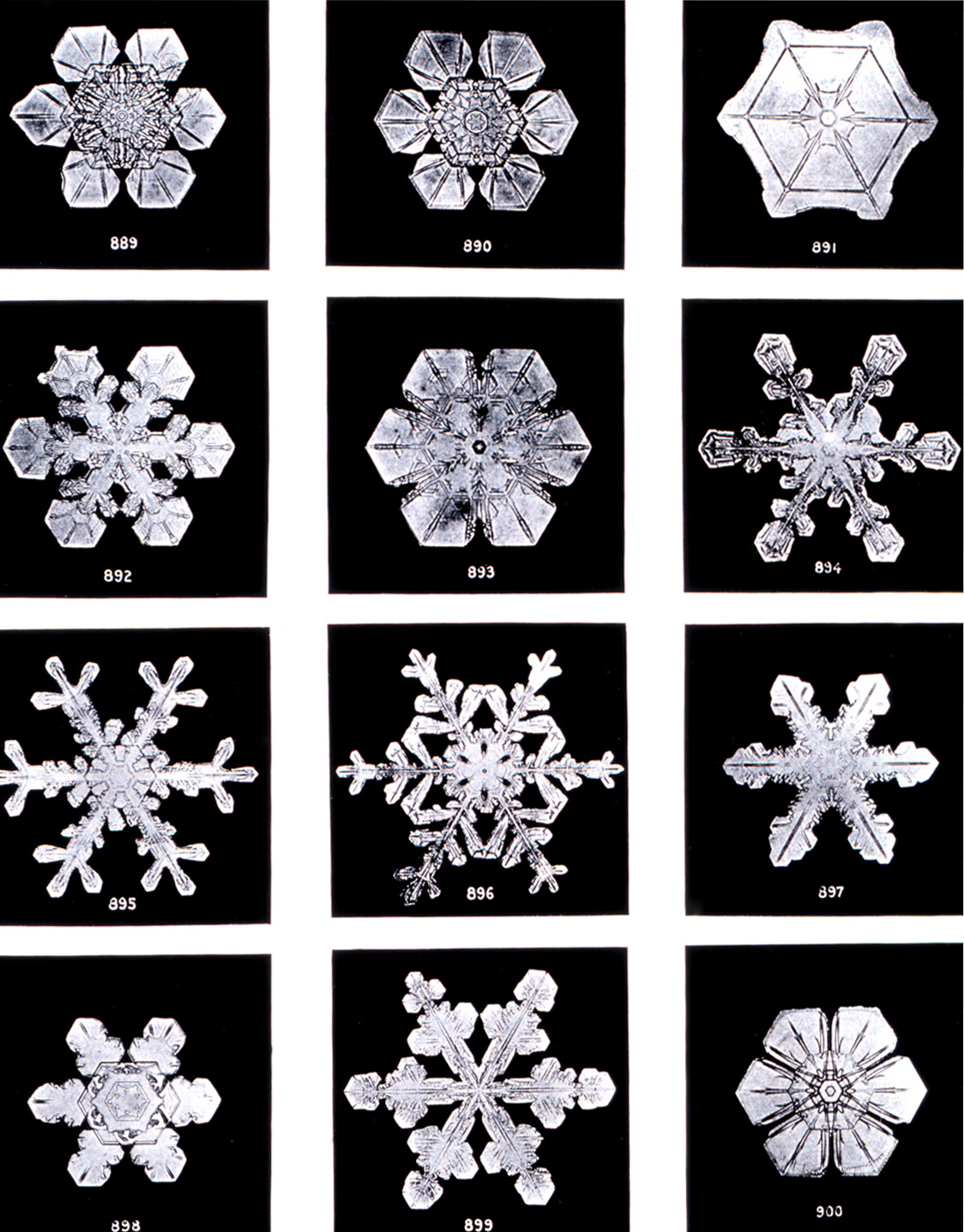
Sự hình thành các mẫu hình thái bông tuyết fractal phức tạp là một ví dụ về sự đột sinh trong vật lý.

Đột sinh (emergence) là một nguyên lý cũng như một quan điểm triết học được nhà vật lý nổi tiếng Robert Betts Laughlin ủng hộ. Khái niệm "Đột sinh" được GH Lewes đưa ra vào năm 1875. Lý thuyết về Đột sinh phủ định tính đúng đắn của quy giản luận (reductionism).

## Đại cương
Các quan niệm cho rằng electron là một hạt điểm mà bên trong nó không còn giá trị lượng tử nào của nó, hay thời gian chỉ trôi theo một chiều sẽ dẫn tới các hệ quả của chúng là những mô hình về thực tại được chấp nhận một cách rộng rãi.Sự lí giải các hiện tượng tự nhiên hay nguyên lý sự sống theo mô hình quan hệ nhân quả và phép biện chứng là mô thức cổ điển của khoa học.
Thông thường,cơ sở định luật ở thang vĩ mô sẽ không thể lí giải một hiện tượng ở thang vi mô,nơi mà định luật cơ bản hơn chi phối, gây nên nghịch lí hoặc mâu thuẫn giữa những học thuyết với thực nghiệm.Mặt khác,cơ sở định luật ở thang vi mô đôi khi không thể giải quyết các bài toán ở thang vĩ mô (do tương tác ngược của sự quan sát).Cả hai đều dẫn đến sự hình thành những hiện tượng không mang tính tổng quát.

## Trong triết học
Trong triết học, đột sinh thường được hiểu là một tuyên bố về nguyên nhân của các đặc tính của một hệ thống. Một tính chất phái sinh của một hệ thống, trong bối cảnh này, là một trong đó không phải là một tính chất của bất kỳ thành phần của hệ thống đó, nhưng vẫn là một phần của hệ thống như một toàn thể. Nicolai Hartmann, một trong những triết gia hiện đại đầu tiên viết về sự xuất hiện, gọi là novum categorial (loại mới) này. Tuy nhiên, trước đó các nhà triết học như GH Lewes, Aristotle, John Stuart Mill và Julian Huxley đã đề cập đến.